# Union of South Africa Queen's Medal for Bravery
De Union of South Africa Queen's Medal for Bravery, (Nederlands: "Koninklijke Medaille van de Unie van Zuid-Afrika voor Moed"), was een hoge onderscheiding in de periode dat de Unie van Zuid-Afrika nog werd geregeerd door Elizabeth II van het Verenigd Koninkrijk. De medaille was de opvolger van de Union of South Africa King's Medal for Bravery.

## Geschiedenis
De voorganger, de Union of South Africa King's Medal for Bravery" was een tijdlang de hoogste burgerlijke onderscheiding voor dapperheid. De stichter was  George VI die de medaille op 23 juni 1939 als "King's Medal for Bravery" of Union of South Africa King's Medal for Bravery" instelde.
De medaille werd in goud of zilver aan Zuid-Afrikaanse burgers toegekend voor moed tijdens het redden, of tijdens een reddingspoging, waarbij men de levens van anderen in veiligheid had willen brengen.
Tijdens de Tweede Wereldoorlog werd de medaille ook wel aan moedige Zuid-Afrikaanse militairen achter het front toegekend.
De gouden medaille was in rang gelijk aan de George Medaille en de zilveren medaille werd gelijkgesteld aan de Queen's Gallantry Medal). De anders gebruikelijke letters achter de naam werden aan het bezit van deze medaille niet verbonden.
In een "Warrant", een Koninklijk Besluit, van 15 december 1952 werd de medaille omgedoopt tot "Queen's Medal for Bravery". Op 31 mei 1961 kwam een einde aan de monarchie. De aan het koningschap verbonden medaille werd pas op 20 Mei 1970 officieel uit de lijst geschrapt.
In 1970 herstelde de Unie van Zuid-Afrika de medaille onder de naam Woltemade Decoration for Bravery. In 1988 werd een Woltemade Cross for Bravery ingesteld dat in 2002 ophield te bestaan. Op dit moment verleent Zuid-Afrika een Order of Mendi for Bravery.
De Zuid-Afrikaanse republiek maakte een einde aan de personele unie met het Verenigd Koninkrijk en ook aan deze medaille.

## De medaille
Het ontwerp van de ronde zilveren of gouden medaille was het resultaat van een prijsvraag. De winnares, Miss Renee Joubert beeldde een Kaapse volksheld, Wolraad Woltemade af die met zijn paard schipbreukelingen redde. De medaille werd dan ook vaak de "Woltemade Medaille" genoemd. Het lint was blauw met oranje biezen.
In totaal werden 35 zilveren en één gouden medaille uitgereikt. Achttien van de decorandi waren militairen.